# بابی فیشر
رابرت جیمز فیشر (به انگلیسی: Bobby Fischer) (زاده ۹ مارس ۱۹۴۳ در شیکاگو، ایلینوی – مرگ ۱۷ ژانویه ۲۰۰۸ در ریکیاویک) شطرنج باز و قهرمان سابق جهان بود. بسیاری از استادان شطرنج معاصر در اینکه او بهترین شطرنج‌باز تاریخ بوده‌است اجماع دارند.
بابی فیشر در سال ۱۹۵۸ در پانزده سالگی درجه استادبزرگ شطرنج را کسب کرد که رکوردی در آن زمان محسوب می‌شد. وی در مسابقات اینترزونال و تورنمنت کاندیداتوری قهرمانی شطرنج جهان در سال‌های ۱–۱۹۷۰ بیست مسابقه پیاپی را با پیروزی پشت سر گذاشت که هیچگاه در تاریخ شطرنج تکرار نشده‌است. وی در سال ۱۹۷۲ در مسابقه قهرمانی جهان بر بوریس اسپاسکی غلبه کرد و نخستین و تنها آمریکایی شد که به این عنوان می‌رسد. فیشر از آن زمان تا سال ۱۹۹۲ در هیچ مسابقه‌ای شرکت نکرد. وی عنوان خود را در سال ۱۹۷۵ در پی اختلاف با فدراسیون بین‌المللی شطرنج در مورد شرایط برگزاری مسابقه قهرمانی جهان از دست داد و پیشنهادهای مالی هنگفتی را برای انجام این مسابقه رد کرد. فیشر در سال ۱۹۹۲ مسابقه‌ای نمایشی با بوریس اسپاسکی در یوگسلاوی برگزار کرد که ۱۰ بر ۵ پیروز شد. یوگسلاوی آن زمان تحت تحریم اقتصادی آمریکا قرار داشت. وی پس از آن در خارج از کشورش فراری بود و در سال ۲۰۰۴ به دلیل سفر با گذرنامه تقلبی در ژاپن دستگیر شد و در سال ۲۰۰۵ اجازه ترک ژاپن به مقصد ایسلند را پیدا کرد. کشوری که مسابقه قهرمانی جهان او با بوریس اسپاسکی در آن‌جا برگزار شده بود و در آن زمان تابعیت خود را به او داد تا از تحویل او به آمریکا جلوگیری کند.
او در ۱۸ ژانویه ۲۰۰۸ در گذشت

## زندگانی

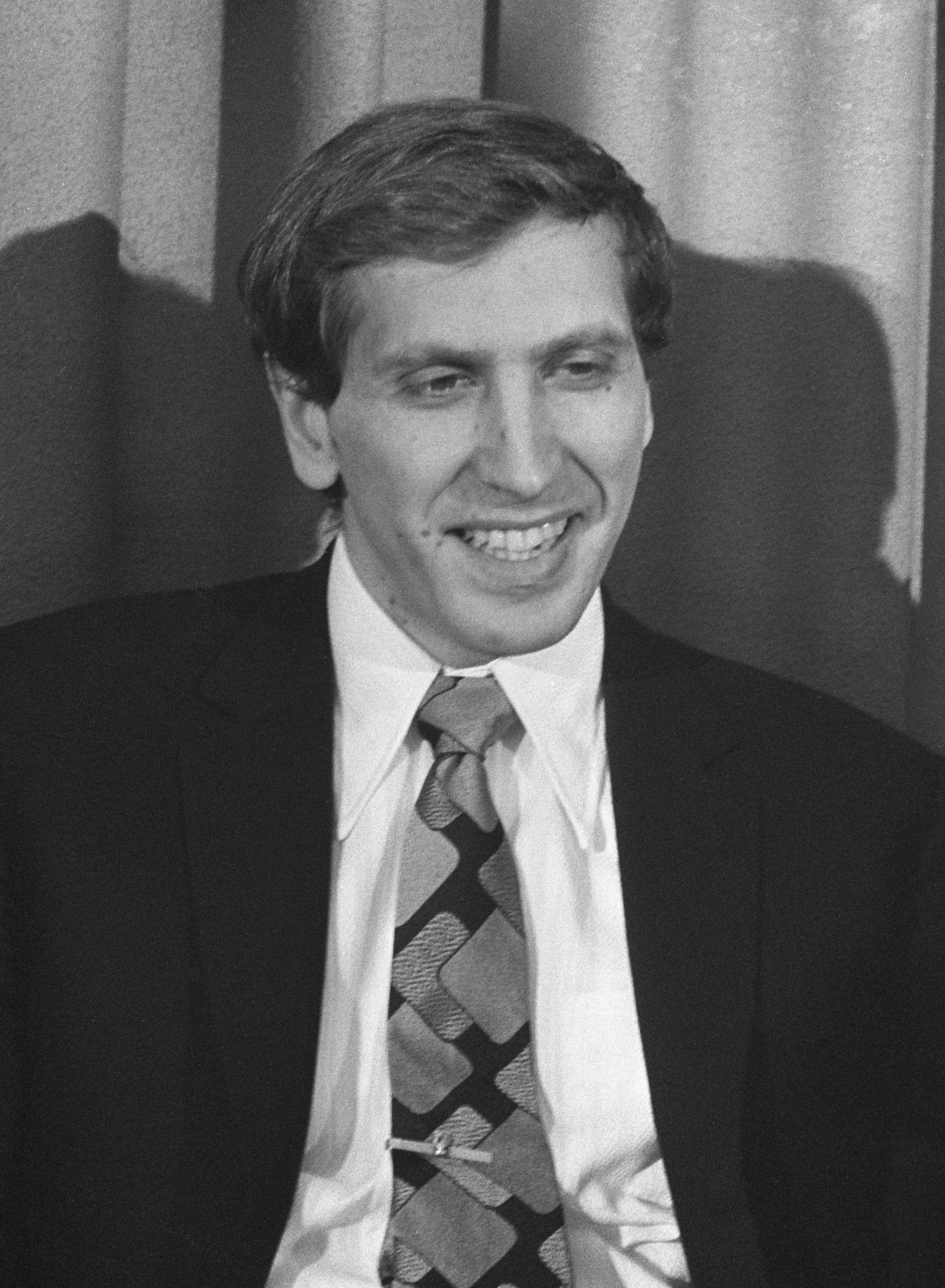
رابرت جیمز فیشر در سال 1972

رابرت در شیکاگو، ایلینوی آمریکا متولد شد. پدرش هانس گرهارد فیشر، زیست‌فیزیکدان آلمانی، و مادرش رجاینا وندر فیشر، شهروند آمریکایی از تبار یهودی بود.
او در سن ۱۴ سالگی قهرمان شطرنج آمریکا شد و پس از آن ۸ بار دیگر به این مقام دست یافت.
او در سال‌های ۱۹۷۲ تا ۱۹۷۵ میلادی قهرمان شطرنج جهان بود. در سال ۱۹۷۲ و در مسابقات قهرمانی شطرنج جهان ۱۹۷۲، بوریس اسپاسکی را با ۷ برد، ۳ باخت و ۱۱ تساوی در جنجالی‌ترین رویارویی تاریخ شطرنج که به نام رویارویی قرن شناخته شد شکست داد. علت اهمیت این رقابت جنگ سرد و رقابت‌های سیاسی بین ایالات متحده و اتحاد جماهیر شوروی بود. سه سال بعد او بخاطر اعتراض به فیده حاضر به دفاع از عنوان قهرمانی خود در مقابل آناتولی کارپف نشد و عنوان قهرمانی را به کارپف واگذار کرد.

## شطرنج
فیشر با مهره سفید تقریباً همیشه با حرکت e4 بازی را آغاز می‌کرد و با مهره سیاه در جواب e4 به دفاع سیسیلی و در جواب d4 به دفاع هندی‌شاه روی می‌آورد. پیروزی‌های او اغلب با حملات ناگهانی یا ضدحمله به دست می‌آمد و نه با جمع کردن تدریجی برتری‌های کوچک، هرچند از نظر پوزیسیونی هم بازی او مطلوب می‌نمود.

### شطرنج تصادفی فیشر
بابی فیشر در ۹ ژوئن ۱۹۹۶ در بوئنوس آیرس یک کنفرانس خبری برگزار کرده و در آن نوعی جدیدی از شطرنج را معرفی کرد که اکنون با نام شطرنج۹۶۰ شناخته می‌شود. تفاوت اصلی این شطرنج با شطرنج کلاسیک در این است که مطالعه گشایش‌ها و به حافظه سپردن حرکات و پوزیسیون‌ها که یکی از مهم‌ترین بخش‌های شطرنج روز دنیا است در آن عملاً ناممکن است و از حرکت اول تا حرکت آخر بازیکنان باید به استراتژی خود متکی باشند و نه الگوهای فکری شناخته شده در بازی شطرنج. بابی فیشر در کنفرانس خبری خود هنگام معرفی این شطرنج جدید، اعلام کرد که در این بازی خلاقیت و مهارت از حافظه و آنالیز اهمیت بیشتری پیدا می‌کند. وی مدعی شد در حال حاضر بسیاری از مسابقات حتی رقابت قهرمانی جهان میان کاسپاروف و کارپف از پیش تعیین می‌شوند در حالی که در این نوع از شطرنج تعیین بازی از قبل غیرممکن است. وی همچنین گفت بازی شطرنج امروزه به یک کار دشوار تبدیل شده‌است در حالی‌که او شطرنج را انتخاب کرده تا کار نکند!
وی در سال ۲۰۰۶ در یک مصاحبه تلفنی گفت که با پیشرفت دانش گشایش‌ها و حفظ کردن کتاب‌های گشایشی در صورتی که بهترین بازیکنان تاریخ شطرنج دوباره زنده شوند توانایی رقابت با شطرنج‌بازان امروز را ندارند: «اکنون یک جوان چهارده‌ساله یا کوچکتر فقط با حفظ کردن کتاب‌های گشایش می‌تواند یک برتری گشایشی مقابل کاپابلانکا داشته باشد.» وی ادامه داده بود که «امروزه شطرنج کاملاً مرده‌است و فقط حافظه و تبانی است. یک بازی ترسناک بدون هیچ خلاقیتی.»

## جنجال‌ها

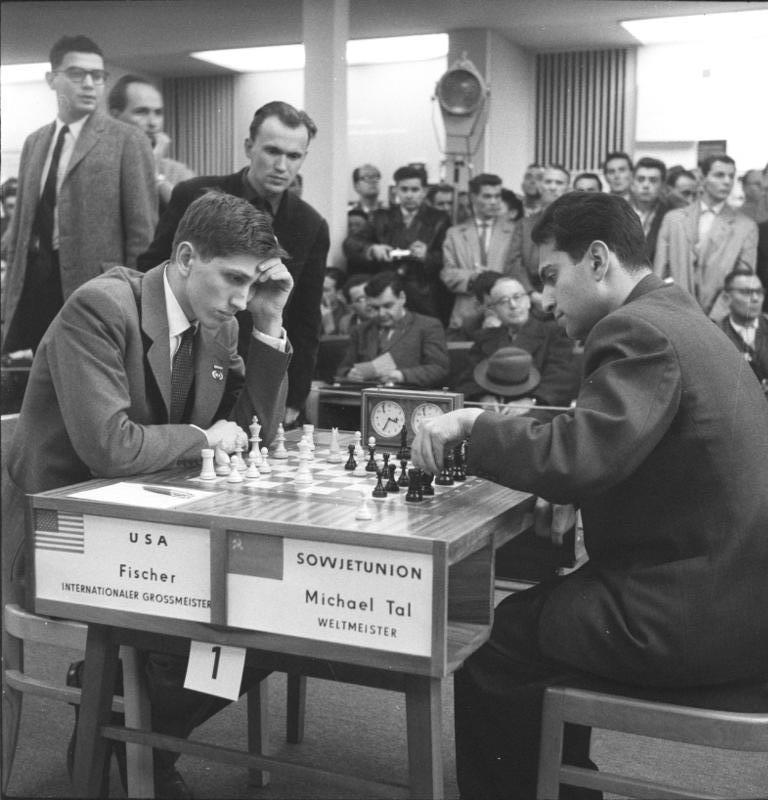
فیشر مقابل تال

بابی فیشر پس از انجام مسابقه‌ای در سال ۱۹۹۲ میلادی در یوگسلاوی سابق، به دلیل تخطی از مقررات تحریم یوگسلاوی سابق توسط آمریکا، بر اساس قوانین ایالات متحده آمریکا تحت تعقیب قرار گرفت. در سال ۲۰۰۵ میلادی، کشور ایسلند به وی «شهروندی» آن کشور را اعطا کرد تا مانع از استرداد وی به آمریکا شود.
وی  به دلیل سخنانی در مخالفت با صهیونیست به دروغ به افکار   یهودستیزانه متهم شد و به اتهام  انکار هولوکاست و همچنین حمایت از حملات ۱۱ سپتامبر گروه القاعده در آمریکا، مورد انتقاد شدید قرار داشت.

## مرگ بابی فیشر
بابی فیشر در سن ۶۴ سالگی و بر اثر بیماری کلیوی در ایسلند درگذشت.
ادوادد زوریک از نبرد بین ایشان و بوریس اسپاسکی فیلمی ۲ساعته تهیه کرده است.
بازی ششم بین این دو هنوز به عنوان بهترین بازی  قرن انتخاب شده است که در آن دست به نوآوری در شطرنج زد

## تالیفات
بابی فیشر نویسندهٔ کتاب‌های زیر است:
- بابی فیشر شطرنج یاد می‌دهد - ۱۹۸۲
- شصت بازی به‌یادماندنی من - ۱۹۶۹